# Dermatitis de contacte
La dermatitis de contacte és una reacció inflamatòria de la pell que es manifesta amb un èczema (pell vermella + pruïja). Deguda a l'exposició als al·lèrgens (dermatitis de contacte al·lèrgica) o irritants (dermatitis de contacte irritant). La dermatitis fototòxica passa quan l'al·lergen o l'irritant s'activen per la llum solar.